# Ибрагим-эмир
Абу Исхак Ибрагим ибн Мухаммад или Ибрагим эмир, Абу Исхак Ибрагим ибн Мумин эмир, Мумин II (ابراهیم, тат. Абу Исхак Ибраһим ибн Мөхәммәд) (? — 1026, Болгар) — правитель Волжской Булгарии, сын Мумин ибн Ахмада.
Во время правления Ибрагим-эмира территория Волжской Булгарии была расширена на восток.

## ОснованиеЕлабуги
После объединения Волжской Булгарии и централизации вокруг города Болгара экономическое развитие страны идет быстрыми темпами. Болгарские эмиры укрепляют торговые отношения. После того как Абд ар-Рахман ибн Мумин основал город Казань, в 1006—1012 годах его преемник Ибрагим-эмир основал восточно-болгарский торговый и военный центр — город Елабуга. В результате в Волжско-Булгарском государстве были построены два главных торговых центра: Казань и Елабуга.

## Памятник
В 2007 году в Елабуге прошло празднование тысячелетия основания города. К этому событию был открыт памятник основателю Ибрагим-эмиру. Автор памятника — Махмут Гасимов, критик, заслуженный деятель искусств Республики Татарстан (2008). В церемонии открытия приняли участие Минтимер Шаймиев и Равиль Гайнутдин.